# Raffinerie de Frontignan
La raffinerie de Frontignan est une raffinerie de pétrole située à Frontignan dans l'Hérault, en France. Créée en 1902, elle est transformée en dépôt de carburants depuis 1986.

## Historique
La Société industrielle française des pétroles achète des terrains à Frontignan en 1903. Le 6 août 1904, le préfet de l'Hérault donne une autorisation pour la construction d'un dépôt d'huiles et d'essence avec une unité de distillation. Fin 1903, la société change de nom et est devenue Compagnie industrielle des pétroles (CIP). Elle s'étend alors sur 4 hectares, et est inaugurée en octobre 1906, la raffinerie est créée.
Le pétrole brut arrivait dans des tonneaux de bois depuis la Roumanie via le port de Sète. Il était ensuite acheminé vers la raffinerie par charrettes tirées par des chevaux. Ce n'est que plus tard que sera construit un pipeline le long du canal jusqu'au port de Sète.
Le 25 juin 1944, vers la fin de la Seconde Guerre mondiale, elle subit un bombardement allié. La reconstruction est décidée dans le cadre du plan Marshall. Après d'importants travaux, l'activité reprend progressivement. À cette période, elle est l'unique raffinerie de France à produire des huiles de graissage issues de distillats provenant de la raffinerie de Lavéra. 
Ce n'est qu'en octobre 1948 qu'est construit le Sealine afin d'acheminer le pétrole brut directement depuis des pétroliers en mer, une première en Europe.
La raffinerie traite jusqu'à 6 millions de tonnes par an. Par manque de rentabilité, la raffinerie ferme en 1986 et seul le dépôt de carburants est conservé.

## Exploitation
La raffinerie était exploitée par le groupe Mobil. Le dépôt appartient maintenant à GDH, filiale de BP, et est classé SEVESO seuil haut. En mars 2017, il possède une capacité de stockage de 966 600 m3 répartie dans 24 réservoirs.